# Két kopper
A Két kopper (eredeti angol címén Cop Out) egy 2010-es hollywoodi vígjáték, Kevin Smith rendezésében, amelyet a Cullen testvérek írtak: Mark és Robb Cullen. A főszereplők Bruce Willis, Tracy Morgan, Kevin Pollak és Seann William Scott. A történet az NYPD két veterán nyomozójáról szól, akik kényszerűségből belekeverednek egy ritka, több tízezer dollárt érő baseballkártya visszaszerzésébe, és közben a mexikói kartellel is összetűzésbe keverednek. Ez volt az első Kevin Smith-film, aminek a munkálataiban a rendező nem vett részt íróként. A mű többnyire negatív kritikákat kapott, és a mozipénztáraknál sem lett sikeres.

## Cselekmény
James "Jimmy" Monroe és Paul Hodges már kilenc éve partnerek az NYPD-nél. Miután nem sikerül elkapniuk Juan Diazt, egy kábítószer-terjesztő csoport egyik dílerét, és az akció közben káoszt okoznak és egy kisgyereket is leütnek, mindkettejüket felfüggesztik egy hónapra, méghozzá fizetés nélkül. Jimmyt ez különösen érzékenyen érinti, miután a lánya férjhez készül menni, és az esküvő ötvenezer dollárba kerülne. Mivel az exneje második férje, Roy, szemrebbenés nélkül ki tudná fizetni ezt az összeget, Jimmy valamilyen megoldást keres, hogy ne kerüljön megalázó helyzetbe. Közben Paul pedig amiatt aggódik, hogy a neje, Debbie megcsalja őt a szomszéddal, ezért egy plüssmackóba helyez egy videókamerát, hogy lebuktassa az asszonyt. Jimmy azt tervezi, hogy eladja az eredeti, érintetlen, 1952-es Andy Pafko baseballkártyáját, ami körülbelül 80 ezer dollárt is érhet, de az eladáskor egy piti tolvaj, Dave elveszi tőle, és egy sokkolóval ártalmatlanná teszi, majd magával viszi Paul fegyverét. Hogy visszaszerezzék a holmikat, Jimmy és Paul egy házhoz mennek, amit Dave épp aznap este készül kirabolni. Miután elfogták, kiszedik belőle, hogy a dolgokat drogért cserébe eladta.
A nyomok a dílerhez, Kódishoz vezetnek, aki alkut ajánl: sértetlenül visszaadja a kártyát, ha ők ketten segítenek neki előkeríteni egy lopott autót. Mikor megbizonyosodik róla, hogy ők azok a nyomozók, akik korábban rajta próbáltak ütni, az autó megszerzése után megpróbálja kivégeztetni őket, sikertelenül. A két rendőr végül rájön, hogy miért volt olyan fontos a Mercedes: a csomagtartójában egy rémült mexikói nő, Gabriela volt, megkötözve. Gabriela egy meggyilkolt drogdíler szeretője volt, akit Kódis bandája rabolt el. Biztonságos helyre mennek, ahol Paul megkéri Jimmyt, hogy nézze meg a plüssmackó által készített felvételt. Ezen Jimmy azt látja, hogy a neje megcsalja Pault, de nem árulja el neki. Később Paul mégis megnézi a videót, és összetörik a szíve. Gabriela nem akarja, hogy a két rendőrnek bármi baja essen, ezért megszökik, de hátrahagy egy keresztbe rejtett pendrive-ot, amelyen fontos adatok találhatóak, és amelyre Kódisnak szüksége van. Jimmy és Paul leteszik az óvadékot Dave-ért, hogy segítsen nekik betörni Kódis házába a kártyáért, de amikor megpróbál felmászni a ház melletti fán, lezuhan, beveri a fejét, és meghal. Közben Paul rájön arra is, hogy Debbie csak megtréfálta a féltékenysége miatt, és igazából nem is csalta meg őt. Behatolván az épületbe tűzharcba keverednek, és végül a Gabrielát túszul ejtő Kódist is le kell lőniük – de ennek árán a zsebében rejtőző baseballkártyát is kettélövik. Szerencséjükre a hőstettükért, és amiért megmentették két kollégájukat, a rendőrkapitány visszahelyezi őket a szolgálatba.
Sajnos Jimmy kénytelen lesz hagyni, hogy Roy kifizesse az esküvőt, az exneje pedig azt akarja, hogy ketten együtt adják férjhez a lányt. Jimmy nem mond rá semmit, de amikor Roy is felkelne, Paul fegyverrel kényszeríti, hogy csak a vér szerinti apja kísérje őt oltár elé. A stáblista alatti bónuszjelenetben kiderül, hogy Dave igazából nem is halt meg, és a hullaházban hozza rá a frászt a patológusra.

## Szereplők
| Szerep                       | Színész               | Magyar hang     |
| ---------------------------- | --------------------- | --------------- |
| James "Jimmy" Monroe nyomozó | Bruce Willis          | Dörner György   |
| Paul Hodges nyomozó          | Tracy Morgan          | Galambos Péter  |
| Hunsaker                     | Kevin Pollak          | Kardos Róbert   |
| Dave                         | Seann William Scott   | Gáspár András   |
| Jack Romans kapitány         | Sean Cullen           | Rosta Sándor    |
| Roy                          | Jason Lee             | Hannus Zoltán   |
| Debbie Hodges                | Rashida Jones         | Bánfalvi Eszter |
| Barry Mangold                | Adam Brody            | Simon Kornél    |
| Kódis, bandavezér            | Guillermo Diaz        | Király Attila   |
| Ava Monroe                   | Michelle Trachtenberg | Györfi Anna     |
| Orosz ügyvéd                 | Fred Armisen          | Szatmári Attila |
| Manuel                       | Mark Consuelos        | Vári Attila     |
| Pam                          | Francie Swift         | Madarász Éva    |

## Forgatás
2009 márciusában jelentették be, hogy Kevin Smith egy rendőrtársakról szóló filmet forgat, Bruce Willis és Tracy Morgan főszereplésével, "A Couple of Dicks" címen. Ez volt az első film, amelyet Smith anélkül rendezett, hogy a forgatókönyvbe beleszólt volna. Még mielőtt a forgatás hivatalosan is megkezdődött volna, a címet "A Couple of Cops"-ra változtatták, köszönhetően az eredeti cím vulgáris felhangjainak. De ez sem maradt tartós, és néhány további vita után kapta meg eredeti, "Cop Out" címét a film, egy mozielőzetes pedig "Detectives In Charge" címen futott. a Sherlock Holmes vetítésével egyidejűleg reklámozták.

## Kritikák
A film rosszul teljesített mind a mozipénztáraknál, mind a kritikusoknál. A Rotten Tomatoes mindössze 19%-ot adott rá, 3,8/10-es értékelési átlaggal. Főként a kliséket, a máshonnan elemelt poénokat és a vontatott tempót rótták fel neki. Rengetegen hasonlították a filmet az ugyanabban az évben megjelent és rendszerint jobb kritikákat kapó Pancser Police-hoz, azt kihozva győztesként.

## Utóélete
2011. január 17-én a "WTF with Marc Maron" című műsorban Kevin Smith arról panaszkodott, mennyire kiábrándító volt Bruce Willisszel együtt dolgozni. Állította, azért vállalta el a rendezést, mert tudta, hogy ő lesz az egyik főszereplő, de a közös munka a sztár együttműködési nehézségei miatt maga volt a pokol. Willis szerint viszont Smith túl sok füvet szívott a forgatás alatt és nem is ment oda a színészekhez, hanem a monitorai mögött ült, és ők magukra voltak utalva. Smith megvédte marihuánafogyasztási szokását, mondván, hogy az hozzátartozik a munkamenethez régóta, és nem befolyásolta a rendezési képességeit semmiben. Kiosztotta a kritikusokat is, amikor a Twitteren azt írta, hogy a filmet szidni olyan, mint "piszkálni egy retardált gyereket", mondván, könnyű olcsó elismerésért viccet csinálni olyasmiből, ami nem tud nekik visszaütni.